# Synema vallotoni
Synema vallotoni es una especie de araña cangrejo del género Synema, familia Thomisidae, orden Araneae.

## Distribución
Esta especie se encuentra en Sudáfrica.

## Taxonomía
Fue descrita por Lessert en 1923.
Tratamiento taxonómico
La especie aparece registrada y publicada en Araignées du sud de l’Afrique. Revue Suisse de Zoologie 30: 161–212.